# اوگو چزری
اوگو چزری (انگلیسی: Ugo Ceseri؛ ‏ ۳۰ ژوئن ۱۸۹۳ – ۳ دسامبر ۱۹۴۰) بازیگر اهل پادشاهی ایتالیا بود.
از فیلم‌هایی که وی در آن نقش داشته‌است، می‌توان به بانوی پیر، پالیو، دبران، شبی با تو و گذرنامه سرخ اشاره کرد.